# Международное аграрное бюро
Международное аграрное бюро (англ. International Agrarian Bureau, IAB, фр. Bureau International Agraire, чеш. Mezinárodní Agrární Bureau), также известное под названием Зелёный интернационал (Green International, Internationale Verte, Zelená Internacionála) — международная организация, объединявшая аграрные политические партии в межвоенный период.
Бюро было основано в в 1921 году аграрными партиями Болгарии, Польши, Чехословакии и Югославии. Создание континентальной ассоциации крестьян отстаивал Александр Стамболийский из Болгарского земедельческого народного союза, но истоки этой идеи лежали в более ранних попытках Георга Хайма. После переворота в Болгарии в июне 1923 года, лидерскую роль в бюро приняло на себя чехословацкая аграрная партия, а первым председателем бюро стал Карел Мечирж. Тому удалось расширить деятельность бюро за пределы его ядра в славянской Европе, заручившись поддержкой Национальной крестьянской партии в Румынии. Будучи идеологом бюро, Милан Ходжа познакомил интернационала с европейским федерализмом. Ходжа также переосмыслил международный аграрный подход как движение «Третьего пути». Таким образом, бюро было основным конкурентом Крестинтерна, или «Красного крестьянского интернационала», который существовал в качестве филиала Коммунистического интернационала. В 1929—1934 годах бюро также привлекло на свою сторону партии из других регионов континента, сумев отдалить Хорватскую крестьянскую партию от Крестинтерна и способствуя созданию Французской аграрно-крестьянской партии. Это стремление было прервано распространением фашизма, который считал «зелёных» своими врагами, хотя некоторые подразделения бюро стали выступать за сотрудничество с различными фашистскими движениями. С 1933 года нацистская Германия также напрямую вмешивалась в политику стран членов бюро. Оккупация Германией Чехословакии и последующий захват ею континентальной Европы положили конец деятельности бюро, хотя попытки возродить его из Лондона все ещё предпринимались.
В 1947 году бюро было воссоздано и получило название Международный крестьянский союз (IPU, англ. International Peasant Union, фр. d'Union internationale paysanne, чеш. Mezinárodní selská unie), объединивший беженцев-аграриев из стран Восточного блока. В этот союз вошли Польская народная партия и Венгерская партия мелких землевладельцев, лидеры которых Станислав Миколайчик и Ференц Надь последовательно занимали посты председателей союза. Будучи изначально антикоммунистическим, этот Зеленый Интернационал вел идеологическое сопротивление против Советского Союза, разоблачая его причастность к массовым убийствам и жестокое подавление аграрного движения. Этот новый «Зелёный Интернационал» оказался бессилен в плане осуществления политических изменений в странах, находившихся в сфере влияния Советского Союза, хотя его деятельность привлекла внимание коммунистических режимов, которые охарактеризовали союз как «фашистский». В 1952 году в Чехословакии коммунистический режим, в рамках проведения насильственной коллективизации, провёл серию показательных судебных процессов над представителями крестьянства, интеллигенции и духовенства, которые были названы «судом над Зелёным интернационалом». Из-за финансовых проблем, апатии и разногласий между лидерами союза, тот фактически прекратил своё существование в 1971 году.

## Международное аграрное бюро

### Зарождение
Концепция «Зелёного Интернационала» на службе крестьянских интересов восходит к 1900-м годам: в 1905 году газета Итальянской социалистической партии выразила надежду, что такое движение будет сформировано вокруг Международного института сельского хозяйства. В 1907 году в Германской империи была создана Международная конфедерация сельскохозяйственных ассоциаций, однако она не пережила Первую мировую войну. Позднее тот был частично возрожден как Всегерманская крестьянская ассоциация, в которую принимали из Бенилюкса и Скандинавии. Идея «Зеленого Интернационала» вновь стала рассматриваться в ранний межвоенный период и была поддержана Георгом Хаймом из Баварской народной партии. С конца 1918 года, в разгар революционных потрясений в Европе, Хайм работал над объединением «крестьянских и консервативных сил всех стран». Его усилия затронули только бывшие Центральные державы и страны, сохранявшие нейтралитет в Первой мировой войне: на конференции в Берлине в середине 1919 года присутствовали делегаты из Веймарской Германии, немецкой Австрии, Венгрии и Нидерландов; швейцарские и бельгийские политики направили послания поддержки, хотя сама голландская делегация по-прежнему скептически относилась к возможности успеха движения Хайма.
В ноябре 1920 года Хайм находился в Будапеште, выступая за параллельное сближение Венгерского королевства, Австрийской республики и Баварии. Он также оказывал поддержку Зеленому Интернационалу, который один из его венгерских учеников описал как эффективный способ борьбы с влиянием Коминтерна, поскольку «так называемые «буржуазные» классы оказались неспособны свергнуть большевизм самостоятельно». Согласно тому же источнику, Интернационал должен был распространять «идеи порядка» среди крестьянского класса, одновременно поддерживая кооперативное движение и регулируя рынок на благо всех классов, «а не только крестьян-производителей».
Центром новой организации стала Вена, которую Хайм выбрал из-за ее местоположения, а также из-за своей веры в то, что Австрию необходимо отделить от Германии; ещё одним фактором было то, что Австрией управляла Христианско-социальная партия, члены которой «в основном набирались из крестьянских масс». Хайм получил обещания поддержки новой организации со стороны всей Центральной и Восточной Европы; таким образом, его проект превзошел конкурирующую попытку Союза крестьян (BdL) в Судетской области сформировать пангерманский «Конгресс крестьян». Однако тот не смог предотвратить конкуренцию со стороны Международного крестьянского конгресса, который был сосредоточен в Страсбурге и зарезервировал членство для стран, которые также вступили в Лигу Наций, — таким образом, исключая Веймарскую Германию.
Эта группа, названная «Зеленым Интернационалом», провела свою вторую встречу в Париже в ноябре 1920 года. Во время её заседаний Анджело Маури из Итальянской народной партии предложил объединиться с группой Хайма, что сам Хайм приветствовал. Отчеты следующего года свидетельствуют о том, что Хайм также получил обещания поддержки от Венстре в Дании, Крестьянской лиги в Нидерландах и Аграрной партии в Венгрии. В обмене Хайма также приняли участие Крестьянская партия Румынии и Аграрная партия Югославии. В середине 1921 года венгерский аграрий Янош Майер предпринял попытку выступить посредником между франко и немецко-ориентированными крестьянскими интернационалами, но первый категорически отказался. Управляемый швейцарским фермером Эрнстом Лауром, Международный крестьянский конгресс просуществовал по крайней мере до 1929 года, когда его европейские и американские члены встретились в Бухаресте. Однако к тому времени он превратился в неполитическое движение.

### Основание
Другие ранние попытки организовать представителей крестьян в международное лобби были предприняты Болгарским земледельческим народным союзом (БЗНС), лидером которого был тогдашним премьер-министр Болгарии Александр Стамболийский. В мае 1920 года он заявил о своем намерении создать форму «аграрного представительства» как это делала аграрная партия в Чехословакии. Он считал, что чехословацкие аграрии также обеспечат примирение между болгарами и югославами после того, как эти народы были разделены Первой мировой войной. Эти попытки получили общественную известность в феврале 1921 года. В этом контексте Стамболийский открыто охарактеризовал свой проект как сопротивление красной угрозе, «крестьянскую диктатуру в противовес диктатуре пролетариата». Французский журналист П. де Досель также отмечал, что Стамболийский «перенёс все формулы Ленина»: «Он противопоставит Зеленый Интернационал Красному Интернационалу, а частную собственность — коммунизму».
Во время своего визита в Чехословакию в начале того же года Стамболийский напрямую обратился к чехословацким аграриям, объявив, что они создадут «Интернациональный крестьянский союз» как дочернюю организацию Лиги Наций. Его лидером должен был стать Антонин Швегла, а Стамболийский выразил новые надежды на то, что это посредничество привлечет югославских аграриев в его движение. Первоначальное Международное аграрное бюро, созданное в Праге в ноябре 1921 года, по-прежнему ограничивалось тремя странами славянской Европы (включая Югославию). К нему также ненадолго присоединились белые эмигранты, представлявшие к тому времени уже несуществующую Российскую республику. Однако в январе 1921 года Стамболийский также посетил неславянскую Румынию, где встретился с представителями румынских аграриев Ионом Михалаке и Вирджилом Маджару и обсудил перспективы регионального сотрудничества.
Ученый Сатурнино М. Боррас-младший и его коллеги описывают новое крестьянское собрание как продолжение движения Хайма. Однако тот подвергся критике со стороны австрийского консерватора Эрика фон Кюнельта-Леддина, который охарактеризовал Зелёный Интернационал как фронт аграрного социализма, «диктатуры крестьянских сапог». На этом основании инициатива Стамболийского была хорошо принята антикоммунистическими левыми Европы. Анархист Огюстен Амон видел в ней крестьянское совершеннолетие, отмечая, что все аграрные страны прошли через земельную реформу. Это означало, что «капиталисты» контролировали «аграрную революцию», но лишь на короткий момент; Амон выявил идеологическую несовместимость между консерваторами Баварской народной партии и радикалами Стамболийского. По мнению Амона, промышленные и сельскохозяйственные рабочие были естественными союзниками, поскольку «одно не может быть сильным без другого», а это означало, что Зеленый Интернационал будет «вынужден» прийти к союзу с Коминтерном. Сходство между этими двумя органами отметил журналист Альбер Лондр, который обратил внимание на «маленький террор» Стамболийского в Болгарии, включая его институт принудительного труда. Сочувственное видение Амона подверглось критике со стороны Адольфа Оди, сельскохозяйственного профсоюзного деятеля, который предположил, что «Зеленый Интернационал» был по сути реакционным, как следствие «Белого Интернационала» Луиджи Стурцо. Как выразился Ходи: «Сильнее и опаснее, чем когда-либо, крестьянский индивидуализм противостоит социальному прогрессу под коммунистическим знаменем, под белым знаменем, под зеленым знаменем».
Обе оценки отвергаются более современными учеными, которые отмечают, что Стамболийский хотел основать «международную сельскохозяйственную лигу, которая служила бы защитой как от реакционного «Белого Интернационала» монархистов, помещиков и крупных землевладельцев, так и от «Красного Интернационала» большевиков». Как утверждал писательский дуэт, известный как Мариус-Ари Леблон, европейские социалисты, чей престиж был сильно подорван русской революцией, больше не могли оказывать никакого влияния на крестьянское движение и «объединять [его] против Капитала». Леблон предположил, что «зеленые в придунайских странах, которые являются одними из самых сознательных и решительных, вместе с зелёными во Франции и России сформируют мощную антикрасную коалицию». Историк Бьянка Валота Каваллотти считает, что Зелёные могли бы быть естественными союзниками Второго Интернационала, но также отмечает, что они развивали своё движение в слаборазвитых индустриальных странах, где социал-демократия не имела никакой поддержки.
На встрече болгарских аграриев в Софии в 1921 году на транспарантах было написано: «Да здравствует Интернационал, который освятит братство европейских народов и уничтожит правление меньшинства!» и «На виселицу вместе с виновниками катастрофы [Первой мировой войны] и милитаристами!». По мнению Доселеса, конгресс поверхностно пытался обсудить «международную сторону крестьянского вопроса». Хотя приглашения на конференцию были направлены Баварской народной партии и Немецкой аграрной лиге, а также чехословацким и балканским аграриям, «лишь немногим иностранным делегатам удалось приехать в болгарскую столицу». В июне Прага была объявлена местом расположения «Международного зеленого бюро», которое должно было объединить всемирные членские организации в рамках подготовки к фактическому созданию пленарного органа. С июля того же года участники более ранних инициатив, включая Маури и Николу Петкова из БЗНС, также присоединились к Международной конфедерации сельскохозяйственных синдикатов Адриена Туссена.
В августе 1921 года ученый Густав Вельтер предположил, что Зеленый Интернационал станет сильнейшей организацией из существующих и принесет мир во всем мире, «поскольку [крестьяне] всегда оказываются первыми, кого убивают». Эта надежда разбилась о реальность: Валота Каваллотти охарактеризовал сеть Стамболийского как «несомненно одну из наименее важных, возникших на континенте в XIX и XX веках», как «серию попыток», а не как сплоченное движение. Болгарским аграриям удалось получить представительство от чехословацких, югославских аграриев и Польской крестьянской партии «Пяст».

### Упадок 1923 года
Проект был сорван в результате болгарского переворота 1923 года, в ходе которого был убит Стамболийский. Как отметил журналист Пол Гентизон, эти события были тесно связаны с видением Стамболийского крестьянского интернационализма, поскольку он подразумевал сдерживание старого соперничества между Болгарией и Югославией, одновременно отодвигая на второй план интересы македонских болгар. Аграрное сотрудничество также усилилось после Сентябрьского восстания, когда партия Михалаке организовала кампанию по оказанию помощи болгарским беженцам в Румынии. В конце 1923 года в Москве возник конкурирующий с Коминтерном аграрный орган — Крестинтерн. Его профиль свидетельствовал о том, что новый Советский Союз вступил в «уникальный прокрестьянский период». Тем не менее, новая группа была создана в спешке, поскольку «практически не было крестьянских организаций, на которые она могла бы опираться», и поэтому пришлось набирать членов среди основных аграрных групп. Русский революционер Виктор Чернов в 1924 году отмечал, что агенты Крестинтерна действовали «в тех же странах, что и Зелёный Интернационал, организация, которая, по сути, потерпела крах».
К 1924 году группы, располагавшиеся идеологически слева от БЗНС, заключили тактический союз с Крестинтерном, готовя ещё одно восстание против болгарского диктатора Александра Цанкова. В мае 1926 года они присоединились к Московскому Интернационалу, но держали это в тайне, чтобы не допустить раскола в партии. Напротив, правые представители БЗНС обращались только к бюро. Красные крестьяне и болгарские коммунисты пытались наладить отношения с болгарскими аграриями, находившимися в изгнании в Праге, но переговоры не увенчались успехом. Затем Цанков использовал задокументированную деятельность Крестинтерна как предлог, чтобы утверждать, что Зелёный Интернационал всегда был заговором Коминтерна, совместно с местными отделениями Коминтерна. Цанков отметил, что некоторые из бывших министров Стамболийского с тех стали сотрудничать с Москвой.
В Югославии Хорватская крестьянская партия (ХКП), возглавляемая в то время Степаном Радичем, поддержала сепаратизм и согласилась присоединиться к Крестинтерну в качестве средства его продвижения. Радич объяснял в то время, что его аграризм был спектрально-синкретическим, сочетающим в себе элементы «революционного востока» и «консервативного запада». Его решение расстроило югославских интеллектуалов, и группа «Обзор» предположила, что ХСС лучше присоединиться к основной партии «Зелёных». В конце 1924 года румнские аграрии Маджару и Николае Л. Лупу посетили Радича и обсудили с ним новые формы аграрного сближения. Маджару также посетил Бюро в Праге, обсудив свои проекты со Швеглой, который в то время был премьер-министром Чехословакии. Такие контакты были замечены Крестинтерном, который, как сообщается, направлял дружеские обращения на Национальном конгрессе румынских аграриев в 1924 году. Румынские аграрии воздерживались от ответа, поскольку Румыния в тот момент ещё не установила дипломатических отношений с СССР. Источники в Коминтерне описывали эти письма как чёрную пропаганду антикоммунистических эмигрантов.
В конце концов Радич был арестован в 1925 году. Среди его конфискованных бумаг были заметки Григория Зиновьева, в которых Зелёный Интернационал назывался орудием «богатых землевладельцев и буржуазии». Несколько дней спустя Радич подписал перемирие с югославскими властями и покинул Крестинтерн. Последний был вынужден предпринять попытку вербовки в других частях Югославии, и к нему присоединилась численно меньшая Аграрно-демократическая партия, одновременно пытаясь проникнуть и повлиять на левое крыло ХКП. Из Румынии аграрии наблюдали и осуждали репрессии в Югославии, а затем обрадовались известию о том, что ХКП примирилась с властями страны. Тем не менее, аграрное движение вновь было остановлено переворотом в мае 1926 года, в результате которого партия крестьянская партия Пястов была объявлена вне закона. Вынужденный покинуть страну лидер Пястов Винценты Витос переехал в Прагу в качестве гостя бюро.
После болгарского и польского переворотов лидеры аграрного движения в Центральной Европе включились в проекты регионального экономического сотрудничества. В этот период Юлиу Маниу, ставший премьер-министром Румынии, выступил за создание Дунайской федерации и приложил усилия для создания зачатков единого центрально европейского рынка. Его «План Маниу» для «Малой Европы», распространенный в 1930 году, предлагал конфедерацию восьми центрально европейских государств. Пытаясь примирить малые демократии с итальянским фашизмом, Маниу также выступал за включение Италии в качестве девятого члена «Малой Европы». Недовольная Всемирной экономической конференцией 1927 года, которая, по всей видимости, благоприятствовала промышленно развитым странам, Польша открылась для таких предложений. Она возглавила региональных партнеров по созданию Блока аграрных стран, сформированного на конференции в Варшаве в августе 1930 года. Блок также привлек на свою сторону аграрных идеологов Румынии, в частности Маджару.

### Возрождение 1927 года
Неофициально под надзором Швеглы и на практике под руководством Карела Мечиржа Бюро выпускало трехъязычный (чешский, французский, немецкий) бюллетень. Его первый выпуск, вышедший в 1923 году, включал критический анализ русской революции, выражая надежду, что новая экономическая политика закрепит крестьянскую собственность в Советском Союзе и что из этого последует «пассивное крестьянское сопротивление коммунизму». Как отметил в следующем году обозреватель Андре Пьер, аграрное движение в Европе, по-видимому, застопорилось; крестьяне, утверждал он, «имеют весьма специфические национальные проблемы, которые необходимо решать». Пьер предложил вместо этого, чтобы Второй Интернационал открыл Аграрную секцию, которая будет копировать Крестинтерн и конкурировать с ним. Кооперативистский идеолог Джордж Дуглас Говард Коул также утверждал, что устранение Стамболийского «стало концом Зелёного Интернационала как серьёзного фактора в европейских делах, а вместе с ним и крестьянского революционизма, который в его российском проявлении большевики уже подчинили своему централизующему, индустриальному контролю. Я думаю, что у этого крестьянского революционного движения никогда не было больших шансов на конструктивный успех; но если у него и был какой-то шанс, то [Стамболийский] был тем человеком, который должен был его возглавить».
Бюро возобновило свою деятельность в 1927 году после возобновления усилий Милана Годжи из партии чехословацких аграриев. Тот посетил Первый съезд славянской крестьянской молодежи в Любляне (сентябрь 1924 года), где говорил об экономическом либерализме как о «кризисе» и сформулировал видение аграрного общества как «третьего пути», а не как синкретической политики. Эту точку зрения немедленно поддержал Витос, согласившийся с тем, что польским крестьянам необходимо отвергнуть как правые, так и левые идеологии. В более поздних интервью Годжа также утверждал, что «крестьянская демократия» примирит составляющие «расы» Чехословакии, включая как чехов, так и Судетских немцев, что приведет к «внутреннему миру посредством социальной защиты». Тот хотел экспортировать эту модель на благо «трудящихся, либеральных, мирных крестьян», которые отвергали все крайности; он также похвалил болгарских аграриев за то, что они заняли более «разумную» позицию. Кроме того, Годжа рассматривал аграризм как часть своего собственного взгляда на Дунайскую федерацию, объясняя в 1928 году: «В течение последних восьми лет я искал элемент сотрудничества для стран Центральной Европы, который привел бы к стабильному равновесию; я полагаю, что нашел его в крестьянской демократии. Если нам удастся организовать новую Центральную Европу на этой основе, тогда станет возможным, как автоматическое развитие, включить также и Австрию».
Этот идеал совпадал с планами Маниу по экономическому объединению посредством Блока аграрных стран. Мечирж также внес свой вклад, в частности, смягчив панславизм, выступая за чисто интернационалистскую линию, которая приветствовала представителей из-за пределов славянской Европы. Однако идея славянского единства не была полностью исключена из уставов бюро, поскольку Швегла заявил, что славяне, как от природы предрасположенные земледельцы, были избраны для проповедования «евангелия земли» в то время, когда, по его мнению, и социализм, и либерализм находились в кризисе. Встречи славянской крестьянской молодежи по-прежнему проводились в Праге, Познани и Братиславе; однако делегаты партии Пяста с подозрением относились к такому этническому сотрудничеству и возмущались авторитарными тенденциями болгарских аграриев. В октябре 1926 года Мечирж посетил Румынию и получил обещания, что румынские аграрии станут первым неславянским членом бюро. Фактически, позднее в том же месяце аграрии объединились с Румынской национальной партией Маниу, чтобы стать Национальной крестьянской партией (Национал-царанистской партией). Эта более сильная и менее радикальная группа была окончательно принята в бюро в октябре 1927 года.
В 1928 году бюро окончательно изменило своё название, став Международным аграрным бюро. Неофициально это был «Зелёный Интернационал». Несмотря на то, что Чехословакия была наименее аграрной страной региона, она все ещё была центром всех аграрных проектов, как через республиканскую партию аграриев, так и через Союз крестьян, представлявший Судетских немцев. Постоянное местонахождение бюро находилось в Праге, а Швегла был председателем бюро. Среди партий-основателей БЗНС оставалась раздробленной, и одно крыло продолжало посещать заседания Крестинтерна до тех пор, пока в 1930 году не было исключено основным течением партии.

### Расширение
Помимо всех своих первоначальных членов, бюро удалось заручиться поддержкой ХКП, а также голландской Крестьянской лигой и румынской НЦП. В конечном итоге партию «Пяст» сменила её преемница — Польская народная партия (ПНП). Среди других новых членов были четыре общенациональные партии: Ландбунд (Австрия), Фермерская ассамблея (Эстония), Аграрный союз (Финляндия) и Крестьянский союз (Латвия); региональными членами были Союз крестьян Судетских немцев, Сербская и Хорватские крестьянские партии, а также Словенская крестьянская партия и две швейцарские партии фермеров и торговцев (в Аргау и Берне). Еще одним членом стала Аграрно-крестьянская партия Франции (PAPF). Несмотря на явную хвалу восточноевропейского аграризма, левый журналист Ги Ле Норман раскритиковал его как неподлинный и импровизированный: «Основанный некоторыми ловкими и изворотливыми «интеллектуалами» [...], которые знали, как ловко использовать желание «Зеленого Интернационала», который хотел создать отделение во Франции». На первом съезде PAPF, состоявшемся в Париже в январе 1929 года, присутствовали Мечирж от бюро и Фердинанд Клиндера от чехословацкого кооперативного движения.
Хотя Мечирж утверждал, что привлек в зелёный Интернационал 17 политических партий со всей Европы, целые регионы континента оставались неохваченными, включая однопартийные государства. Он так и не смог добиться поддержки в Венгрии, возможно, потому, что венгерские аграрии рассматривали бюро как инструмент чехословацкой внешней политики, большинство скандинавских аграрных групп также явно отсутствовали. Исключение Аграрного союза Финляндии показало, что финские крестьяне начали осознавать сходство между своими сельскохозяйственными рынками и рынками в «новых независимых государствах восточной половины Европы». В начале 1928 года Украинский союз земледельцев-государственников (УСХД), основанный в Берлине изгнанными сторонниками Украинского государства, также рассматривал возможность вступления в бюро. Этот проект был быстро отклонен изнутри Миколой Кочубеем, который подчеркнул идеологическую несовместимость: УСХД считал себя анти-интеллектуалистским, антидемократическим и корпоративистским, отвергая Зелёный Интернационал как интеллигентское движение, которое «не имеет чувства родины». Кочубей также назвал приверженность бюро к демократии «патологической».
Тем временем аграрное движение Югославии переживало кризис, спровоцированный убийством Радича в 1928 году. «Диктатура 6 января» объявила его и все другие политические группы вне закона, заменив их Югославской национальной партией. Оппозиция продолжала тайно организовываться и, в случае Словении, поддерживала прямую связь с бюро. Второй конгресс бюро состоялся в Праге 23–25 мая 1929 года, но официально в нём приняли участие только делегаты из Австрии, Чехословакии, Эстонии, Финляндии, Франции, Латвии, Румынии и Швейцарии; они единогласно подтвердили кандидатуру Швеглы на пост председателя. На съезде также разгорелись споры: ранее в том же месяце Швегла выступил на съезде партии, где охарактеризовал аграризм как принятие классового конфликта и предложил усовершенствовать политический облик Чехословакии, чтобы предоставить крестьянам решающую роль; такие заявления были немедленно осуждены большинством чехословацких политических журналов. Представитель чехословацких аграриев Карел Вишковский выступил на заседании бюро, чтобы заверить аудиторию в том, что аграрии по-прежнему верят в классовое сотрудничество; напротив, Франц Спина из союза крестьян судетских немцев поднялся на трибуну, чтобы отметить, что «крестьянские партии» выступают за «чистую общность экономических интересов», заменяя националистические пристрастия прошлых десятилетий.
Заключительная резолюция 1929 года «подтверждала необходимость создания крестьянской партии в каждой стране, основанной на принципах частной собственности и частной инициативы. [Она] требовала полного равенства обращения со всеми классами в таможенной политике, развития кредитных и кооперативных обществ, а также профессиональной подготовки. Она заканчивалась фразой: «Крестьянская власть принесет мир во всем мире». В том же году были введены критерии членства. Ожидалось, что партии-члены или кандидаты поддержат сельскохозяйственные кооперативы, возьмут на себя обязательство защищать мелкое землевладение и будут поддерживать мирное разрешение международных конфликтов. К 1932 году в Париже появился еще один «Зелёный Интернационал», который, несмотря на название, представлял собой сеть пацифистов, «поддерживавших, противостоявших, пропагандировавших и объединявших в единое братское видение все движения, работающие над установлением мира во всем мире».
В том же году в СССР началась сплошная коллективизация. В ходе этого процесса аграрный теоретик Александр Чаянов был арестован по различным обвинениям в государственной измене, включая обвинения в том, что он поддерживал связь с Бюро, Черновым и создал Трудовую крестьянскую партию. Новый съезд бюро состоялся в Праге в октябре-ноябре 1930 года; делегаты представляли чехословацкие и швейцарские партии, БЗНС, PAPF, румынских аграриев, латвийский крестьянский союз и Аграрную партию Греции. Основной темой обсуждения стала Великая депрессия. Приветствуя своих иностранных коллег, Годжа поддержал ценовой контроль на международном уровне.

### Роспуск
Историки Эдуард Кубу и Йиржи Шоуша считают, что возрожденное бюро в не полной мере соответствовал своей миссии: «масштаб его деятельности не выходил за рамки профессиональной консолидации и обмена информацией. [...] Как альтернативное внешнеполитическое поле чехословацкого аграрного движения он потерпел неудачу». По словам французского синдикалиста Эмиля Гийомена, старый Зелёный Интернационал продолжал существовать в Праге в 1932 году, создав «отделения в странах Северной Европы и Дуная, а также в Швейцарии»; PAPF был его самым западным членом, а также «самым активным» в этом регионе. Как отметил экономист Поль Бастид, регулирование цен на пшеницу, за которое выступало бюро и Блок аграрных округов, наносило ущерб интересам французских крестьян, которым необходимо было «спокойно проанализировать» свои международные обязательства. Бюро ненадолго распространила свое влияние на другие страны, включив в свои ряды Бельгийскую сельскохозяйственную лигу Валлонии; хотя греческие аграрии уже не были членами бюро в 1931 году, Испанская аграрная партия (PAE) присоединилась к ним в 1934 году.
Аграрные инициативы саботировались с 1933 года нацистской Германией, руководство которой рассматривало всю Центральную Европу как немецкое жизненное пространство. Блок аграрных стран провел свою последнюю конференцию в Бухаресте в июне 1933 года, после чего он распался из-за враждебности великих держав и отсутствия решимости среди польских государственных деятелей. Хотя Италия участвовала в Зерновой конференции 1931 года, которая стала триумфом для малых аграрных государств, её фашистское правительство выделило крестьян-интернационалистов как главных врагов. В 1934 году в рамках итало-германского сближения оно предприняло маневры, чтобы заставить Венгрию выйти из Блока аграрных стран. В декабре следующего года в статье в газете Corriere della Sera утверждалось, что на континенте существует заговор, в который входят как Красный, так и Зелёный Интернационалы, с целью уничтожить Италию и, через неё, «порядок в Европе».
Приход к власти авторитарных и фашистских режимов постепенно подрывал деятельность бюро, сокращая его представительство. «Зелёные» активисты зафиксировали фашизацию некоторых крестьянских партий, объявив, что Лапуаское движение несовместимым с идеалами бюро, и вновь заявили, что бюро по-прежнему в равной степени выступает против нацизма и большевизма. В конце концов, демократический аграризм был отвергнут в странах его происхождения. После убийства Радича, хорватские аграрии дрейфовали в сторону радикально-правой политике. Ландбунд поддержал идею создания австрийского корпоративного государства, которое распустило его в начале 1934 года. В те же недели лидеры аграрного движения Константин Пятс (в Эстонии) и Карлис Улманис (в Латвии) организовали перевороты с целью установления личной диктатуры, запретив все политические группы, включая свою собственную. Эти меры были оправданы как защита от более радикальных групп: движения Вапсов и Перконкрустов. В Латвии был осуществлен идеологический синтез, трансформировавший аграрную молодежную организацию «Мазпулки» в квазифашистские рамки.
В ноябре 1934 года на вопрос румына Иона Клопоцеля, прекратил ли свое существованиебюро, Годжа ответил: «Нет. Вовсе нет. Однако ужасающий сельскохозяйственный кризис, разворачивающийся в течение последних трех лет, сделал наши встречи бессмысленными. Пожалуйста, сообщите г-ну Михалаке о моем желании созвать следующее международное бюро в феврале или марте [1935 года]». Между тем радикализацию поддержала и партия PAPF, которая в разгар дела Ставиского предложила распространить смертную казнь через повешение для политиков, признанных виновными в подделке документов или хищении. Группа сформировала Крестьянский фронт вместе с консервативным Национальным союзом сельскохозяйственных синдикатов и воинственными Крестьянскими комитетами обороны, а более умеренные члены PAPF вышли на партийном съезде 1936 года. Несмотря на тесное сотрудничество с PAPF, PAE сохранила лояльность Второй Испанской Республике, объединившись с семьей «правых республиканцев», в которую также входила CEDA. После многих лет молчаливого сотрудничества с румынскими левыми, НЦП также нанесла серьёзный удар по развитию демократии, заключив пакт с фашистской Железной гвардией перед парламентскими выборами в 1937 году.
28 февраля 1937 года Мечирж принял участие в IX конгрессе PAPF в Компьене в качестве наблюдателя от бюро. К тому времени чехословацкие аграрии начали свой собственный переход к крайне правым позициям. По словам историка Романа Голеца, процесс начался со смертью Швеглы в 1933 году и курировался его преемником Рудольфом Бераном (отмеченным ранее своей поддержкой бюро). После Мюнхенского соглашения в стране пала либеральный режим Первой республики, и сформировался правый авторитарный режим Второй республики, в которой стала править Партия национального единства которую создали и влились чехословацкие аграрии. Большинство её активистов, включая её лидера Берана, принадлежали к националистическому правому крылу аграризма. После полной оккупации Чехословакии и создания Протектората Богемии и Моравии, бюро фактически прекратило своё существование.
Идея Зелёного Интернационала, основанного на антифашистской политике, была поддержана в 1939 году Владко Мачеком из ХКП, который предположил, что такая «аграрная автаркия», если её должным образом вооружить Великобритания и Франция, могла бы стать оплотом против нацистской Германии. Будучи хорватским автономистом, Мачек считал, что любое подобное вооружение должно быть обусловлено хорватско-югославским урегулированием. С 1940 года фактическая нацистская гегемония в континентальной Европе переместила крестьянский интернационализм в Лондон. Бюро было частично реконструировано как Восточноевропейская дискуссионная группа Фабианского общества, которую посещали такие люди, как Милан Гаврилович, Ежи Кунцевич и Дэвид Митрани. Эта инициатива привела к проведению в июле 1942 года Международной аграрной конференции под руководством Chatham House, в ходе которой делегаты официально обязались соблюдать Атлантическую хартию, одновременно вновь заявив о поддержке кооперативного сельского хозяйства и выдвинув призывы к плановой экономике.

## Международный крестьянский союз

### Восстановление
После переворота короля Михая в Румынии и сентябрьского путча в Болгарии БЗНС и НЦП организоваться легально. Вскоре после этого представители партии Михалаке и Георги М. Димитров заявили о намерении восстановить Зелёный Интернационал. Их проект был приостановлен в 1945 году, когда Димитров был выслан из Болгарии коммунистическим Отечественным фронтом; из Италии Димитров связался со Станиславом Миколайчиком и Станиславом Котом из Польской народной партии (ПНП), с которыми он обсудил планы аграрного контрнаступления в Восточной Европе. Переехав в США в 1946 году, Димитров также получил обещания от Мачека и Гавриловича, представлявших ХКП и КС соответственно, а также от Ференца Надя из Венгерской партии мелких землевладельцев (FK). В конечном итоге МАБ был возрожден как Международный крестьянский союз (МКС). В него вошли только партии из стран Восточного блока и бывших стран Балтии, представленные политическими эмигрантами в США. Учредительная сессия состоялась в Вашингтоне, округ Колумбия, 4 июля 1947 года, на которой была принята «Декларация Дня независимости». В этом документе конкретно подтверждалась связь МКС с межвоенным МАБ; в нём также описывалась МКС как законный представитель восточноевропейских крестьян и подтверждалась поддержка кооперативного движения, рассматриваемого как достойная альтернатива «красному феодализму» коллективного земледелия.